# Organizacijska kultura
Organizacijska kultura je celostni in korporativni sistem vrednot, norm, pravil, stališč, prepričanj, skupnih lastnosti, načinov izvajanja procesov in postopkov, vedenja in načinov delovanja zaposlenih, skupnih ciljev ter vrste in oblike interakcij tako znotraj poslovnega sistema kot z njegovim zunanjim okoljem, ki v sedanjosti odražajo prakso skupne preteklosti in so obenem tudi pod vplivom občutka predvidene skupine prihodnosti pripadnikov posameznega poslovnega sistema. Preko vseh navedenih elementov se neka organizacijska kultura tudi razvija, krepi, ohranja in obenem spreminja ter prenaša na nove pripadnike sistema. Predstavlja način, kako organizacija rešuje probleme, da doseže svoje zastavljene cilje in preživi skozi čas. V literaturi lahko, poleg pojma organizacijska kultura, naletimo še na nekatere druge pojme, kot so kultura združbe, kultura podjetja, korporacijska kultura, organizacijska identiteta itd., vendar jih zaradi majhnih razlik uporabljamo kot sinonime omenjenega izraza.

### Temeljni elementi celostnega sistema organizacijske kulture
- vrednote in norme,
- prepričanja,
- vedenje zaposlenih,
- interakcije z okoljem,
- skupni cilji,
- načini dela,
- skupne lastnosti,
- pravila in stališča.

Organizacijska kultura je torej sistem vrednot, prepričanj, temeljnih stališč itd., ki so značilni za določeno skupino ali organizacijo in jo ločujejo od drugih skupin in organizacij.

Organizacijska kultura je vzorec temeljnih predpostavk, ki jih je določena organizacija odkrila ali razvila pri učenju soočanja s problemi eksterne adaptacije in interne integracije. V splošnem vedno temelji na predstavah posameznikov o tem, kaj je za organizacijo oziroma določen sistem pomembno in zlasti dobro.

Kultura vpliva na uspešnost organizacije. Kadar vodstvo podjetja nima jasno zastavljene vizije in ciljev, ki naj bi bili vodilo zaposlenim, večji del časa namenijo vsakodnevnim problemom in ne premišljujejo o skupni prihodnosti. Tako zaposleni istočasno vse bolj medsebojni stik in njihovi odnosi se začnejo krhati, vedno bolj močno se individualizirajo.

Kultura vpliva na kvaliteto in kvantiteto inovacij, ki jih razvija določena organizacija. Število kvalitetnih inovacij je odvisno od stopnje tesnega sodelovanja in zmožnosti koordiniranja med enotami, oddelki in službami v podjetju ter stopnje spodbujanja zaposlenih, da odprto izražajo svoje mnenje. Ključnega pomena je interno komuniciranje.

Kultura vpliva tudi na motivacijo zaposlenih. Vodja lahko s pomočjo nagrajevanja in kaznovanja spodbuja, katere vrednote in norme naj bi zaposleni v podjetju sprejeli in katero obnašanje v podjetju ni zaželeno. 

## Razlika med klimo in kulturo
Pojem organizacijska kultura se pogosto prepleta s pojmom organizacijska klima, ki je sicer temu pojmu najbližji, vendar ne sme prihajati do izenačevanja. Organizacijska klima ali organizacijsko vzdušje je vrsta značilnosti, ki vplivajo na vedenje ljudi v organizaciji, na zadovoljstvo zaposlenih in na uspešnost poslovanja, organizacije pa se na podlagi teh značilnosti razlikujejo. Pozitivna klima v podjetju ugodno in pozitivno vpliva na zaposlene, nasprotno pa je negativna klima za podjetje neugodna in lahko škodi podjetju. Pojem kulture je globlji, organizacijska klima pa naj bi bila odsev kulture. Stična točka obeh pojmov naj bi bila ta, da oba poskušata razlagati določenost človekovega vedenja v organizaciji in se zanimata za posledice vplivov organizacije na vedenje njenih članov. Razlike so, da je kultura globalen pojem, usmerjen v preteklost in prihodnost. Za raziskovanje organizacijske kulture se uporablja kvalitativna metodologija. Pojem je nastal kot področje raziskovanja v kulturni antropologiji. Klima je bolj analitičen pojem, usmerjen v opisovanje sedanjega stanja. Za raziskovanje se uporablja kvantitativna metodologija. Klima po viru nastanka izhaja iz psihologije. Razlika med kulturo in klimo je tudi v tem, da lahko klime podjetij med seboj primerjamo in preučujemo, medtem ko primerjav med kulturami podjetij ne delamo in tudi ne moremo reči, katera kultura je boljša in katera slabša.

### Osnovne in najpomembnejše razlike med kulturo in klimo
Organizacijska kultura in klima se razlikujeta tudi glede na to, na kakšen način sta integrirani v organizacij, saj sta povezani z različnimi skupinami elementov poslovnega sistema. Tako je kultura bolj vezana na strateške, globalne in sistemske elemente, klima pa bolj na operativne in procesne elemente. 
Pri organizacijski kulturi gre za večjo povezanost s strategijo, vizijo, razvojem, strateškimi cilji, intelektualnim kapitalom, stabilnostjo, splošno rastjo, organiziranostjo, finančnim kapitalom in globalnimi interakcijami organizacije.
Pri organizacijski klimi pa gre za večjo medsebojno povezanost s procesi, postopki, politiko, kratkoročnimi cilji, internim okoljem, strukturo zaposlenih, operacionalizacijo in načini poslovanja organizacije.
Organizacijska kultura je torej vezana bolj na makro okolje poslovnega sistema, organizacijska klima pa bolj na mikro okolje. Obe sta enakega pomena in razvoju obeh moramo posvetiti enako pozornosti, da bodo naši rezultati optimalni.
Kultura je v organizaciji vedno slabo vidna in tudi težko razpoznavna ter neredko celo prikrita. Klima je na drugi strani hitro razpoznavna, dobro vidna in jo je praktično nemogoče prikriti ali izkazovati v drugi obliki. Posledično je kulturo težje meriti in je pogosteje predmet manipuliranja, medtem, ko je merjenje klime enostavno in je z njo nemogoče neopazno manipulirati.
Na tem področju so bile narejene številne raziskave, vendar vseeno ni enotnega mnenja, kaj je organizacijska kultura in kaj klima ter kako oboje vpliva na organizacijo in posameznika. Besedi se pogosto pojavljata kot sinonima, kar lahko pripelje do zmede in konfliktov. Izraz kultura je bil vpeljan, da bi zajel tudi vrednote in druge sestavine, ki jih pojem klima ne vsebuje. 

## Oblikovanje organizacijske kulture
Kulturo začnejo razvijati zaposleni. Razvoj in oblikovanje zahteva svoj čas, da skupina dobi zgodovino in s tem kulturo. Pomembno vlogo igra vodstvo, saj voditelji, ustanovitelji skupine ali organizacije s svojimi vrednotami vplivajo na oblikovanje skupnih predpostavk. Kultura se prenaša na člane/zaposlene skozi zgodbe, rituale in obrede sestankov, srečanj, ki izražajo ključne vrednote organizacije, materialne simbole (sodobnost opreme, oblačila članov in zaposlenih …), jezik (poseben žargon). 

## Spreminjanje organizacijske kulture
Proces spreminjanja kulture v organizacijah poteka v treh fazah in sicer:
1) analiza kulture, 
2) vrednotenje kulture, 
3) oblikovanje kulture.

### Analiza kulture
V prvi fazi analize prikažemo in opišemo različne izrazne oblike obstoječe organizacijske kulture podjetja. Preučevati si pomagamo z analizo dokumentov podjetja, z opazovanjem sestankov, s pogovori z zaposlenimi, s fokusnimi skupinami in z vprašalniki. Pri analizi kulture gre predvsem za to, da na različne načine spoznavamo značilnosti kulture podjetja, torej kaj zaposleni mislijo, čutijo, v kaj verjamejo. Analiza nam nudi osnovo za nadaljnjo razpravo o tem, zakaj so stvari take kot so in kaj bi se dalo v prihodnosti spremeniti.

### Vrednotenje kulture
V tej fazi preučimo strategije in cilje podjetja ter ugotavljamo ujemanja ali razhajanja med strategijami in cilji ter obstoječo kulturo. Te so lahko usklajene, ne ustrezajo druga drugi, ali celo izrazita organizacijska kultura v podjetju sploh ne obstaja.

### Oblikovanje kulture
Izhodišče, da končno oblikujemo želeno kulturo podjetja, so dobljeni rezultati predhodnih dveh faz. Če je bilo ugotovljeno, da sta sedanja in želena kultura podjetja enaki, mora biti delovanje usmerjeno na ohranjanje obstoječe kulture. V primeru neskladja sedanje in želene kulture podjetja pa se odločimo za postopek spreminjanja obstoječe kulture podjetja. Spreminjanje se vedno začne pri osebni organizaciji zaposlenega.

## Merjenje organizacijske kulture
Obstaja veliko različnih opredelitev in modelov pojma organizacijske kulture. Tudi vprašalniki, s katerimi merimo organizacijsko kulturo, izhajajo iz različnih modelov in teorij, ne moremo pa jih primerjati med sabo, saj imajo različno število lestvic ter se nanašajo na različne ravni merjenja organizacijske kulture. Izbor vprašalnika je zato v veliki meri odvisen tudi od tega, katero raven organizacijske kulture želimo meriti. Raziskave so pokazale, da se rezultati vseh treh vprašalnikov povezujejo z učinkovitostjo organizacije. 

### Vprašalnik OCI
Je najpogosteje uporabljan vprašalnik organizacijske kulture. Postavke se nanašajo na vedenja, za katera udeleženci menijo, da so primerna glede na pričakovanja v organizaciji. Konstrukti, ki jih vprašalnik meri so bili empirično podprti, pomanjkljivost pa je, da je zaradi velikega števila postavk lahko časovno neekonomičen in povzroča utrujenost oziroma nemotiviranost za izpolnjevanje.

### Vprašalnik  OCAI
Nudi nam vpogled v delovanje organizacije in njene značilne vrednote. Omogoča nam tudi natančnejšo analizo podatkov z dodatnimi lestvicami. Ima ustrezne merske karakteristike, je časovno ekonomičen, preprost za vrednotenje in prosto dostopen. Rezultat lahko prikažemo v obliki grafičnega profila, in sicer lahko prikažemo tudi razkorak med trenutno in želeno kulturo. Ugotavljanje razkoraka med trenutno in želeno organizacijsko kulturo nam omogoča tudi dodatek vprašalnika OCAI – OCAI Ideal. 

### Vprašalnik DOCS
Ima ustrezne merske karakteristike in se veliko uporablja v raziskovalne namene. Je eden izmed redkih vprašalnikov, ki ima razvite norme (za angleško verzijo). Dodatna prednost vprašalnika DOCS je, da je preveden v 12 jezikov – omogoča nam ugotavljanje kulturne pristranskosti vprašalnika in ugotavljanje kulturnih razlik.

### Vprašalnik ODQ
Ima ustrezne merske karakteristike in temelji na teoretičnih izhodiščih avtorjev. Je kratek, časovno ekonomičen in ima ustrezne merske karakteristike. Njegova glavna posebnost je teorija, iz katere izhaja. Omogoča nam opis organizacije z vidika transakcijskih in transformacijskih elementov. Pomanjkljivost tega pa je, da ga težko primerjamo z drugimi vprašalniki.

### Time-At-Work Questionnaire
Je vprašalnik, ki meri časovne dimenzije organizacijske kulture, npr. kako v organizaciji gledajo na časovne meje, na točnost, koliko upoštevajo roke, urnike, kako razporejajo čas in koliko je posameznikom dovoljena avtonomnost pri porabi časa. Slabost vprašalnika je v tem, da ima nizko zanesljivost lestvic ter da je rezultat na posamezni lestvici izračunan kot povprečje odgovorov na postavke, kar je lahko pri tako nizkem številu postavk, kot ga imajo nekatere lestvice v tem vprašalniku, problematično.

### Person-Organization Fit Scale
Ta vprašalnik poleg organizacijske kulture v delovnem okolju meri tudi posameznikove preference v zvezi z organizacijsko kulturo. Dobimo mero ujemanja med dejanskim in želenim stanjem posameznika.

### Competing value Scale
Bil je razvit v okviru študije, v kateri so avtorji raziskovali, koliko se ujemanje posameznikovih in organizacijskih vrednot povezuje s posameznikovo čustveno navezavo na to organizacijo in z njegovim namenom ostati v organizaciji. Prirejen je na osnovi starejšega vprašalnika, v ozadju pa ima teorijo (Competing values model), ki je podlaga tudi zgoraj opisanemu vprašalniku OCAI. Vprašalnik ima ustrezno zanesljivost in je časovno ekonomičen.

### Drugi vprašalniki
Še primeri nekaterih drugih vprašalnikov za merjenje organizacijske kulture: Organizational Culture Survey (Denison and Mishra, 1995) s 6 postavkami, Organizational Culture Profile (O’Reilly, Chatman and Caldwell, 1991) s 7 dimenzijami in 54 postavkami, Multidimensional Model of Organizational Cultures (Hofstede idr., 1990) s 6 dimenzijami in 135 postavkami, Values in Organizational Culture Scale (Zheng, 1990) z 9 dimenzijami.